# Azealia Banks
Pour les articles homonymes, voir Banks.
 (août 2024).
La mise en forme du texte ne suit pas les recommandations de Wikipédia : il faut le « wikifier ».
Les points d'amélioration suivants sont les cas les plus fréquents. Le détail des points à revoir est peut-être précisé sur la page de discussion.
- Les titres sont pré-formatés par le logiciel. Ils ne sont ni en capitales, ni en gras.
- Le texte ne doit pas être écrit en capitales (les noms de famille non plus), ni en gras, ni en italique, ni en « petit »…
- Le gras n'est utilisé que pour surligner le titre de l'article dans l'introduction, une seule fois.
- L'italique est rarement utilisé : mots en langue étrangère, titres d'œuvres, noms de bateaux, etc.
- Les citations ne sont pas en italique mais en corps de texte normal. Elles sont entourées par des guillemets français : « et ».
- Les listes à puces sont à éviter, des paragraphes rédigés étant largement préférés. Les tableaux sont à réserver à la présentation de données structurées (résultats, etc.).
- Les appels de note de bas de page (petits chiffres en exposant, introduits par l'outil «  Source ») sont à placer entre la fin de phrase et le point final[comme ça].
- Les liens internes (vers d'autres articles de Wikipédia) sont à choisir avec parcimonie. Créez des liens vers des articles approfondissant le sujet. Les termes génériques sans rapport avec le sujet sont à éviter, ainsi que les répétitions de liens vers un même terme.
- Les liens externes sont à placer uniquement dans une section « Liens externes », à la fin de l'article. Ces liens sont à choisir avec parcimonie suivant les règles définies. Si un lien sert de source à l'article, son insertion dans le texte est à faire par les notes de bas de page.
- La présentation des références doit suivre les conventions bibliographiques. Il est recommandé d'utiliser les modèles {{Ouvrage}}, {{Chapitre}}, {{Article}}, {{Lien web}} et/ou {{Bibliographie}}. Le mode d'édition visuel peut mettre en forme automatiquement les références.
- Insérer une infobox (cadre d'informations à droite) n'est pas obligatoire pour parachever la mise en page.

Pour une aide détaillée, merci de consulter Aide:Wikification.
Si vous pensez que ces points ont été résolus, vous pouvez retirer ce bandeau et améliorer la mise en forme d'un autre article.
Azealia Amanda Banks, née le 31 mai 1991 dans le quartier de Harlem à New York, est une rappeuse, chanteuse, parolière, compositrice et entrepreneure américaine. Elle a fait ses débuts sur Myspace en 2008 avant de signer son premier contrat d'enregistrement à l'âge de 17 ans. Son single 212 se classe parmi les 500 plus grandes chansons de tous les temps nommées par le magazine Rolling Stone.
D'abord signée chez XL Recordings, Banks s'est engagée auprès d'Interscope lorsque les dirigeants du label ont repéré ses démos sur le web, puis Polydor Records jusqu'en 2013. Depuis 2017, Banks a publié un mixtape, Slay-Z, ainsi qu'une douzaine de singles de façon indépendante via son propre label, Chaos & Glory Recordings.
Son titre 212 a été reconnu comme l’une des meilleures chansons de 2011 et l'une des chansons ayant marqué la décennie par Rolling Stone et Billboard. Elle a depuis publié trois mixtapes (Fantasea en 2012, Slay-Z en 2016 et Yung Rapunxel Pt.II en 2019), un album studio (Broke with Expensive Taste en 2014) et deux EP (1991 en 2012 et Icy Colors Change en 2018). En 2017, Banks a fait ses débuts au cinéma dans le drame musical Love Beats Rhymes réalisé par RZA, incarnant le personnage principal. L'œuvre musicale de Banks a grandement été salué par la critique, avec ses sons inspirés d'une variété de genres et de courants ayant inclut la pop, l'indie rock, la witch house, le seapunk, la hardtechno, le dubstep, la bachata, la musique industrielle et l'avant-garde.
Au fil de sa carrière, le franc-parler de Banks sur les réseaux sociaux, en particulier ses opinions sur la politique américaine et la race, ainsi que ses disputes avec d'autres artistes, ont suscité une controverse importante,. Complex a déclaré en 2014 : « [Banks] reçoit plus d'attention pour ses querelles publiques que pour sa musique. »
Souvent comparée à des artistes telles que M.I.A. et Nicki Minaj, elle offre une musique jumelant hip-hop et house. Banks est principalement inspirée par la rappeuse américaine Missy Elliott, avec qui elle collabore plus tard, et Jay-Z. En 2012, la chanteuse remporte le prix du Phill Hall Radar, remis par NME, et celui du nouvel icône mode, décerné par Billboard, en plus d’atteindre la troisième position lors de l'édition 2012 de la compétition BBC Sound.

## Biographie

### Jeunesse

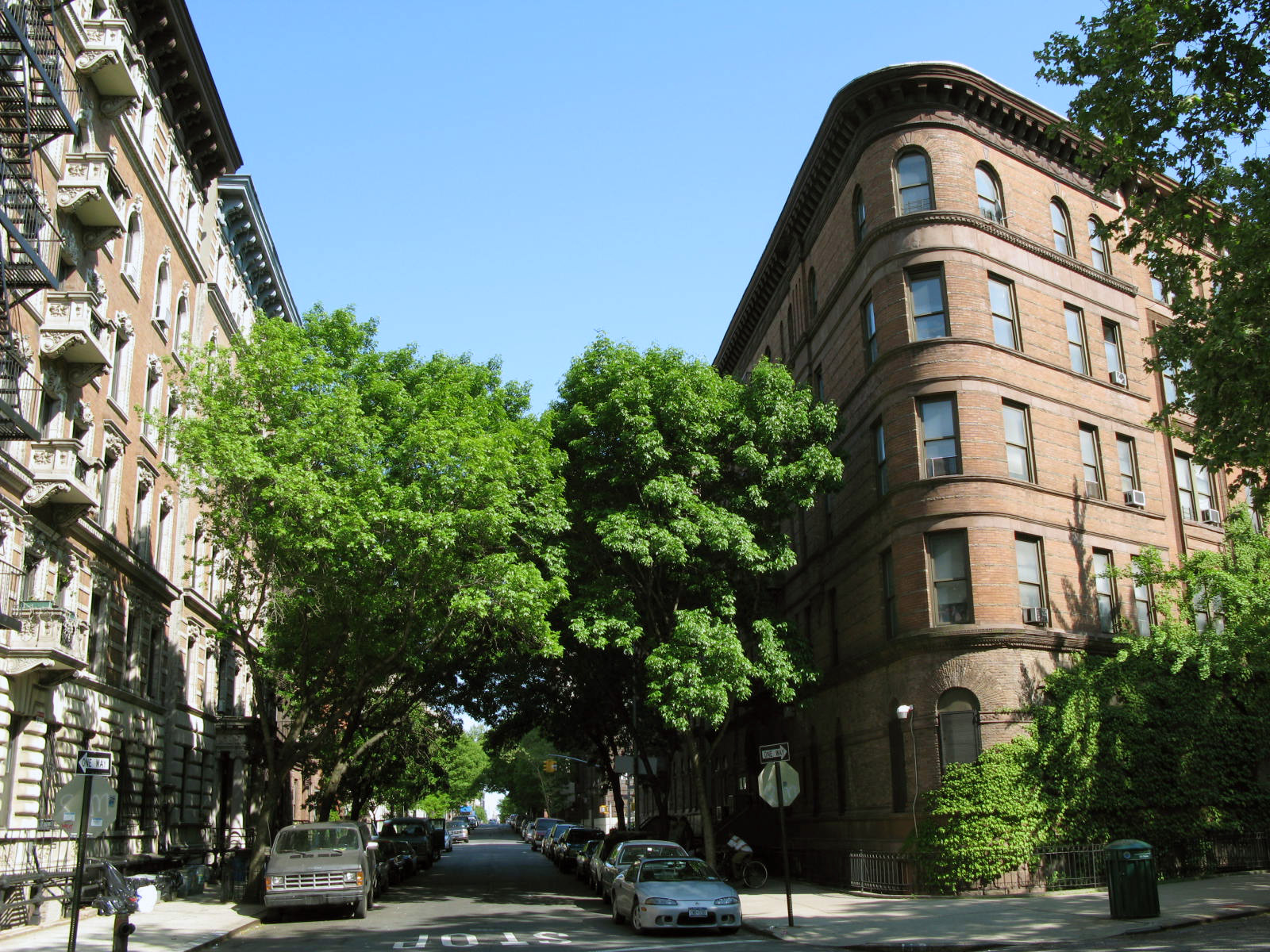
Azealia grandit dans le quartier d'Harlem à Manhattan, duquel sa mère préfère l'éloigner au cours de sa jeunesse.

Banks naît le 31 mai 1991 à Harlem, un quartier de Manhattan à New York. Son père meurt d'un cancer du pancréas deux ans plus tard, laissant sa mère, vendeuse au détail, seule à élever Banks et ses deux sœurs aînées. Banks affirme qu’après la mort de son père, sa mère « est devenue très violente, physiquement et verbalement ». En conséquence, Banks a quitté le domicile de sa mère à l'âge de 14 ans pour vivre avec sa sœur aînée.
Très jeune, elle développe un intérêt pour la comédie musicale, l’interprétation théâtrale et le chant. Âgée de dix ans, elle entre dans différentes productions musicales hors-Broadway avec la troupe de théâtre Tada!, qui se représente dans les salles du Lower Manhattan. Elle décroche un rôle principal dans trois pièces – Rabbit Sense, Sleepover et Heroes – en plus d’y chanter en tant que soliste. Elle suit par après une formation à l’école Fiorello H. LaGuardia High School of Music & Art and Performing Arts. Jusqu’à l’âge de 13 ans, Banks se concentre uniquement sur le théâtre; face à la difficulté d'obtenir des rôles vu son bas âge, elle songe cependant à se réorienter.
À 16 ans, elle joue dans la pièce d’humour noir City of Angels, une des dernières productions dans laquelle elle figure. Peu après, elle décide de se lancer définitivement dans une carrière en musique et s'y consacre à temps plein.

### Début de carrière musicale
En 2007, à 16 ans, Banks se met à écrire des chansons R&B dans l’intention d’offrir ses services d’auteure-compositrice à d’autres artistes et se bâtir une carrière. Sous le nom de Miss Bank$, elle publie son premier enregistrement, Gimme a Chance, en ligne le 9 novembre 2008, accompagné du titre autoproduit Seventeen, qui comprend un sample de la chanson du même nom de Ladytron. Banks a envoyé les deux titres au DJ américain Diplo.
Elle signe un contrat de développement avec XL Recordings et commence à travailler avec le producteur Richard Russell à Londres, avant de quitter le label la même année en raison de divergences créatives,: « J’étais très déprimée. J’avais abandonné mon manager ainsi que ma carrière d’actrice pour commencer à rapper et finalement apprendre que je venais tout juste d’être rejetée par mon label. (…) J’avais l’impression d’être si bien partie, puis j’ai tout perdu ».

### 2011–2012:1991etFantasea

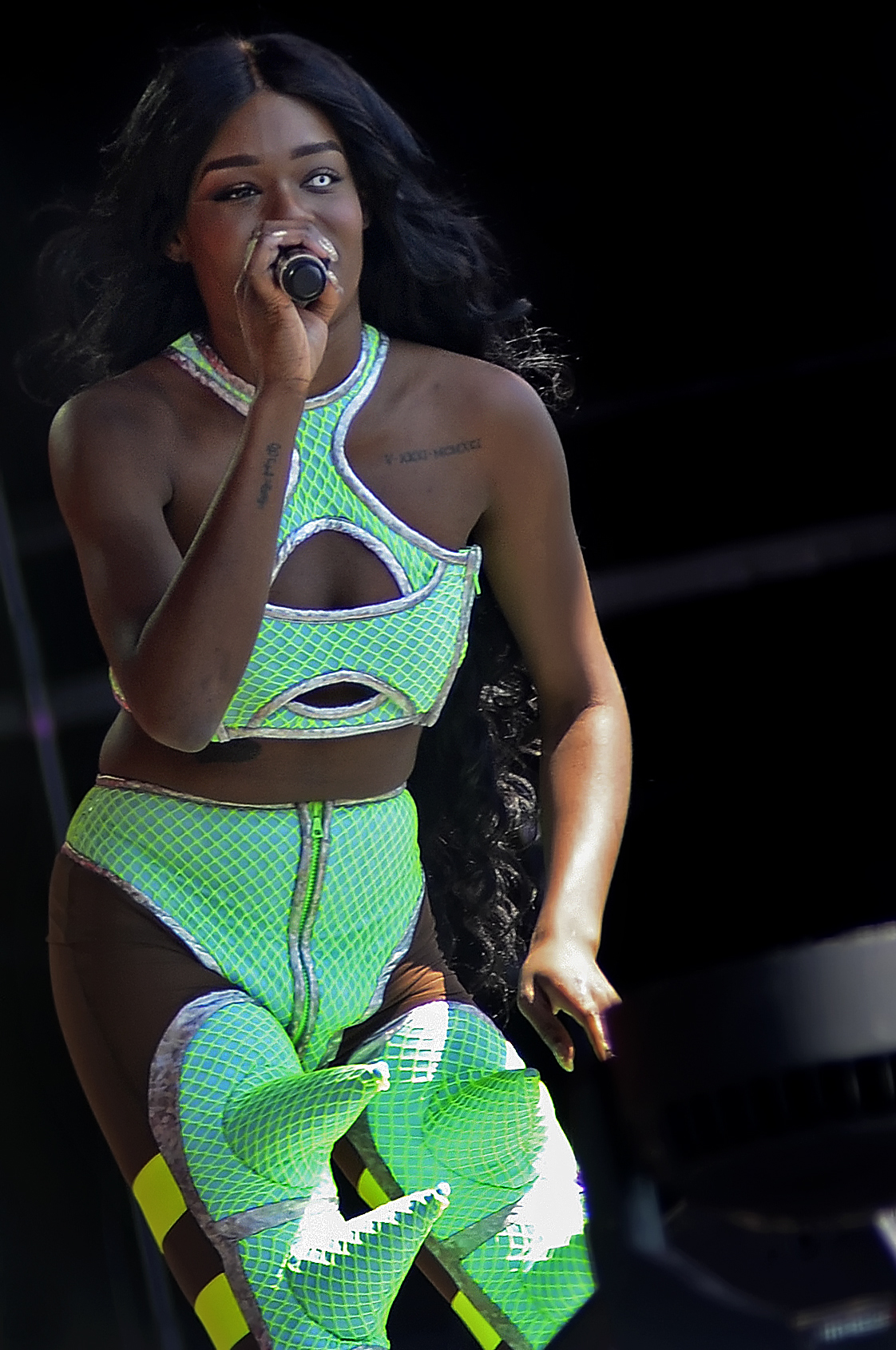
Banks effectue une tournée des festivals afin de promouvoir 1991.

Après avoir quitté XL Recordings, Banks abandonne le pseudonyme Miss Bank$ en faveur de son nom de naissance, puis déménage à Montréal. En se servant de YouTube comme plateforme, elle publie plusieurs démos, dont L8R et une reprise de Slow Hands d'Interpol. Après l'expiration de son visa canadien, Banks rentre à New York, où elle vend des porte-clés dans un club de jazz de Manhattan et devient strip-teaseuse à Queens pour joindre les deux bouts. À propos de cette période de sa vie, Banks s'est confiée que « C'est à ce moment-là que j'ai été vraiment déprimée. Je n'ai pas de manager, pas de petit ami, pas d’amis, pas d'argent. Je travaille dans un club de strip-tease, j'essaie de ne pas dire ce qu'il ne faut pas et de ne pas me battre avec ces filles qui n'en ont rien à faire ». Elle a aussi affirmé que « Quand je suis revenue à New York, (...) je [faisais] du mieux que je pouvais pour m’occuper. Mais, j’étais préparée à quelque chose de mieux ».
En septembre 2011, Banks publie 212 en téléchargement numérique gratuit sur son site web. Il sort officiellement le 6 décembre 2011, en tant que premier single de son EP 1991. Le titre connaît alors un succès modéré dans les palmarès européens, se classant 14e aux Pays-Bas, 12e au Royaume-Uni et 7e en Irlande,,.
Bien qu’une artiste indépendante à l'époque, Banks se met à travailler avec le producteur britannique Paul Epworth sur un premier album studio. Il est annoncé en décembre 2011 qu'elle figurera sur Shady Love, issu du quatrième album studio du groupe américain Scissor Sisters, Magic Hour, quoiqu’elle n’y est pas créditée. Le vidéoclip apparaît en janvier 2012 à la suite de la grande première de la chanson sur les ondes de BBC Radio 1 le 4 janvier; sa sortie officielle est cependant annulée pour des raisons qui n'ont jamais été confirmées. NEEDSUMLUV (SXLND) est mis en ligne le 16 janvier 2012, date qui aurait marqué le 33e anniversaire de la défunte chanteuse Aaliyah, à laquelle Banks rend hommage via un sample. Bambi, produit par Paul Epworth, apparaît la semaine suivante. La maison Thierry Mugler l'inclut dans son mix lors d'un défilé à Paris.
En mai 2012, Banks annonce son intention de produire une mixtape, d’abord intitulée Fantastic, puis éventuellement Fantasea. Avant sa sortie, Jumanji, Aquababe et Nathan (en collaboration avec Styles P) sont publiés en ligne.
Le premier EP de Banks, 1991, sort au Royaume-Uni le 28 mai et aux États-Unis le lendemain. Un clip est réalisé pour chacune des quatre pistes. Il atteint la 133e place du Billboard 200, la 17e place du Billboard R&B/Hip-Hop Chart, la 12e place du Billboard Rap Chart et la tête du Billboard Heatseekers Chart. Plus tard, en 2013, 1991 sera certifié disque d'or par l'Australian Recording Industry Association.
Fantasea est publié via le compte Twitter de Banks le 11 juillet. Le 27 septembre, le vidéoclip de Luxury est mis en ligne. Il est suivi d'Atlantis, puis Fierce, réalisé en collaboration avec le site ASOS.
Une semaine après la sortie de Fantasea, Banks dévoile sa station radio numérique, Kunt.FM.
Banks devait lancer un deuxième single, Esta Noche, le 25 septembre, mais sa sortie a été suspendue le jour-même en raison de conflits d'échantillonnage entre Banks et son producteur, Munchi. Il est confirmé en octobre que Banks a travaillé avec Lady Gaga sur deux titres, intitulés Ratchet et Red Flame, pour Artpop (2013), le troisième album studio de Gaga, mais que ceux-ci n'ont pas été retenus pour la version finale de l'album. À ce jour, ils n'ont jamais été publiés. Banks révèle en décembre qu'elle a également collaboré avec Kanye West sur la compilation Cruel Summer de G.O.O.D. Music, mais que ses contributions n'ont pas été retenues,. Le 31 décembre, Banks publie BBD, produit par Apple Juice Kid, qui apparaîtra finalement sur son premier album, Broke with Expensive Taste.
Avec le succès de 212, la rappeuse atteint une certaine popularité; fin 2012, elle occupe la troisième position du prestigieux classement annuel Sound of the Year monté par la BBC.

### 2013–2016:Broke with Expensive TasteetSlay-Z
En janvier 2013, Banks collabore avec Machinedrum sur No Problems. En février, elle partage sur SoundCloud sa reprise de Barely Legal du groupe de rock indé new-yorkais The Strokes
Début 2012, Banks avait révélé que son premier album s'intitulerait Broke with Expensive Taste et qu'il comprendrait des contributions d’artistes tels que Toko Yasuda, Theophilus London, Kevin Hussein et Ariel Pink,. Elle avait également mentionné que le premier single de l'album s’intitulait Miss Amor et qu'il serait accompagné d'une face B, Miss Camaraderie, tous deux produits par Lone, mais ces plans ont changé: en janvier 2013, elle annonce que le premier single officiel de l'album serait Yung Rapunxel. Il est publié en mars sur SoundCloud,.
En mai, Banks annonce que le deuxième single de Broke with Expensive Taste sera ATM Jam, une collaboration avec Pharrell. En juin, elle présente la chanson au festival de Glastonbury et la station de radio new-yorkaise Hot 97 diffuse en avant-première une version abrégée de l'enregistrement. La version studio complète est ensuite diffusée sur les ondes de BBC Radio 1. Banks confirme en novembre que ATM Jam ne figurera pas sur Broke with Expensive Taste en raison d'impressions négatives de la part de ses fans et de son propre désintérêt pour la chanson,.
À la mi-juillet 2014, elle se sépare de Universal Music Group. Selon The Guardian, Banks possède les droits des œuvres qu’elle a produites sous contrat avec Interscope. Elle lance Heavy Metal and Reflective, le deuxième single de Broke with Expensive Taste, le même mois. Finalement, l’album sort à la surprise sur iTunes le 7 novembre sous le label Prospect Park. L’album devient disponible en copie physique le 3 mars 2015.
En 2015, elle se produit à la Coachella Valley Music and Arts Festival et pose nue pour le numéro d'avril de Playboy, photographiée par Ellen von Unwerth. À la fin de l'année, Banks explique que les termes de sa séparation du label Prospect Park l’empêchent de sortir de la nouvelle musique avant mars 2016; finalement, elle est libérée de son contrat en février.
En février 2016, Banks publie le single The Big Big Beat; le vidéoclip officiel est mis en ligne sur Vevo en avril. Il s’agit du principal single du deuxième mixtape de Banks, Slay-Z, qui sort le 24 mars 2016. En juillet 2017, Slay-Z est réédité pour iTunes, Spotify et d'autres diffuseurs de musique en ligne sous le label indépendant de Banks, Chaos & Glory Recordings. Cette réédition comprend Crown, une collaboration avec Lunice qui est l'unique titre bonus du projet.

## Image publique
| |  |  |
| Nicki Minaj (gauche) et M.I.A. (droite) , artistes auxquelles est souvent comparée Banks, autant au niveau musical que stylistique. |  |  |

Banks se voit fréquemment comparée à la rappeuse  Nicki Minaj. Ayant toutes deux fréquenté l'école artistique new-yorkaise Fiorello H. LaGuardia, elles sont, dès les débuts de la carrière d'Azealia, associées. Azealia reste d'abord indifférente face à ces comparaisons, affirmant qu'il est normal pour tout nouvel artiste d'être comparé à certains de ses pairs. Toutefois, après un certain temps, elle commente davantage la situation, déclarant qu'elle et Minaj sont toutes deux inspirées par Lil' Kim et son « univers rose de barbies ». Elle ajoute avoir écrit un titre intitulé Barbie Shit, et que, peu après l'avoir publié sur son compte personnel Myspace, Minaj a dévoilé du matériel similaire, dont une mixtape nommée It's Barbie Bitch,. Cet événement l'encourage à réorienter son genre, déclarant « Je veux dire, sans offense à Nicki Minaj, sa carrière est essentiellement un hommage à Lil Kim. (…) Quant à moi, mon but est de trouver quelque chose de complètement nouveau ». Ultérieurement, Banks se voit proposer par l'interprète trinidadienne de faire la première partie des dates européennes de sa tournée Pink Friday Tour. Elle refuse toutefois, expliquant qu'elle doit terminer son premier album studio. Malgré une dispute causée par ce refus, Banks affirme soutenir Minaj, encourageant la direction plus pop que cette dernière prend, commentant: « Les gens du hip-hop s'ennuient de ce confort qu'ils avaient et ils mettent un temps à s'habituer à la nouveauté, mais ils finiront par comprendre. C'est le pouvoir de l'art : il repousse les limites de la culture et de la pensée. (…) En ce moment, Nicki fait de la bonne musique pop, exactement ce qu'elle désirait. Mais le monde du hip hop ignorait peut-être qu'il s'agissait de son but »,. Banks se voit également comparée, de moindre façon, à Kid Sister, Amanda Blank, Rye Rye, M.I.A. et Santigold.
Banks est ouvertement bisexuelle. Elle déclare ne pas vouloir être associée à la communauté LGBT, ajoutant toutefois qu'elle ne se soucie pas de ce que les autres pensent d'elle. Au cours d'une entrevue, elle exprime son désir de préserver son identité de rappeuse, et d'éviter que les gens soient rebutés par sa musique à cause de sa bisexualité. « Je ne veux pas être celle qui écrit une superbe chanson, dont les autres disent néanmoins « que c'est gay ». Et, cela, même dans un sens non péjoratif. (…) Je ne veux pas que mon thème soit « je suis gay ». », affirme-t-elle. Dans une interview avec le magazine GQ, elle affirme ne pas être féministe, précisant qu'elle croit en l'égalité des sexes et qu'elle ne s'est jamais perçue comme étant inférieure par rapport aux hommes. Elle a déclaré publiquement sur son compte Facebook être heureuse que Donald Trump ait gagné l'élection présidentielle américaine du 8 novembre 2016, après l'avoir soutenu pendant la campagne.

### Polémiques
Azealia Banks est connue pour son franc parler, mais spécifiquement pour ses déclarations controversées et ses insultes publiques répétées sur les médias sociaux et dans les médias traditionnels envers divers chanteurs et chanteuses. Sa manière d'agir en troll avec les artistes et de choquer commencerait à faire de plus en plus ombrage à sa carrière, alors que du même coup, cela a été un et des déclencheurs pour augmenter sa popularité. Son compte Twitter (@azealiabanks) n'est plus en fonction et a même été bloqué en 2016 à cause de propos racistes et homophobes qu'elle a tenus.
En 2021, lors d'un rituel de sorcellerie, elle se filme en train de déterrer son chat Lucifer puis de le cuire.

## Discographie
- 2014 : Broke with Expensive Taste

## Tournées
- ShockWaves NME Awards Tour (2012)
- Fantasea Tour (2012)
- Broke With Expensive Taste Preview Tour (2014)
- Back to the Union Jack (2024)

## Distinctions
| Année | Cérémonie        | Catégorie               | Œuvre | Résultat        |
| ----- | ---------------- | ----------------------- | ----- | --------------- |
| 2011  | BBC Sound of...  | Son de 2012             | NC    | Nomination (3e) |
| 2012  | Billboard Awards | Nouvel icône mode       | NC    | Lauréat         |
| 2012  | NME Awards       | Prix Philip Hall Radar  | NC    | Lauréat         |
| 2012  | O Music Awards   | Meilleur artiste du web | NC    | Nomination      |